# سيدريك آدامز
سيدريك آدامز (بالإنجليزية: Cedric Adams)‏ هو صحفي أمريكي، ولد في 27 مايو 1902 في أدريان في الولايات المتحدة، وتوفي في 18 فبراير 1961.